# Reflectancia total atenuada
La reflectancia total atenuada (ATR, Attenuated total reflection) es una técnica de muestreo utilizada en conjunto con la espectroscopía infrarroja que permite analizar muestras directamente en fase sólida o líquida sin ninguna preparación previa.

La luz sufre múltiples reflexiones internas en el cristal de alto índice de refracción, mostrado en amarillo. La muestra se encuentra en contacto con el cristal.

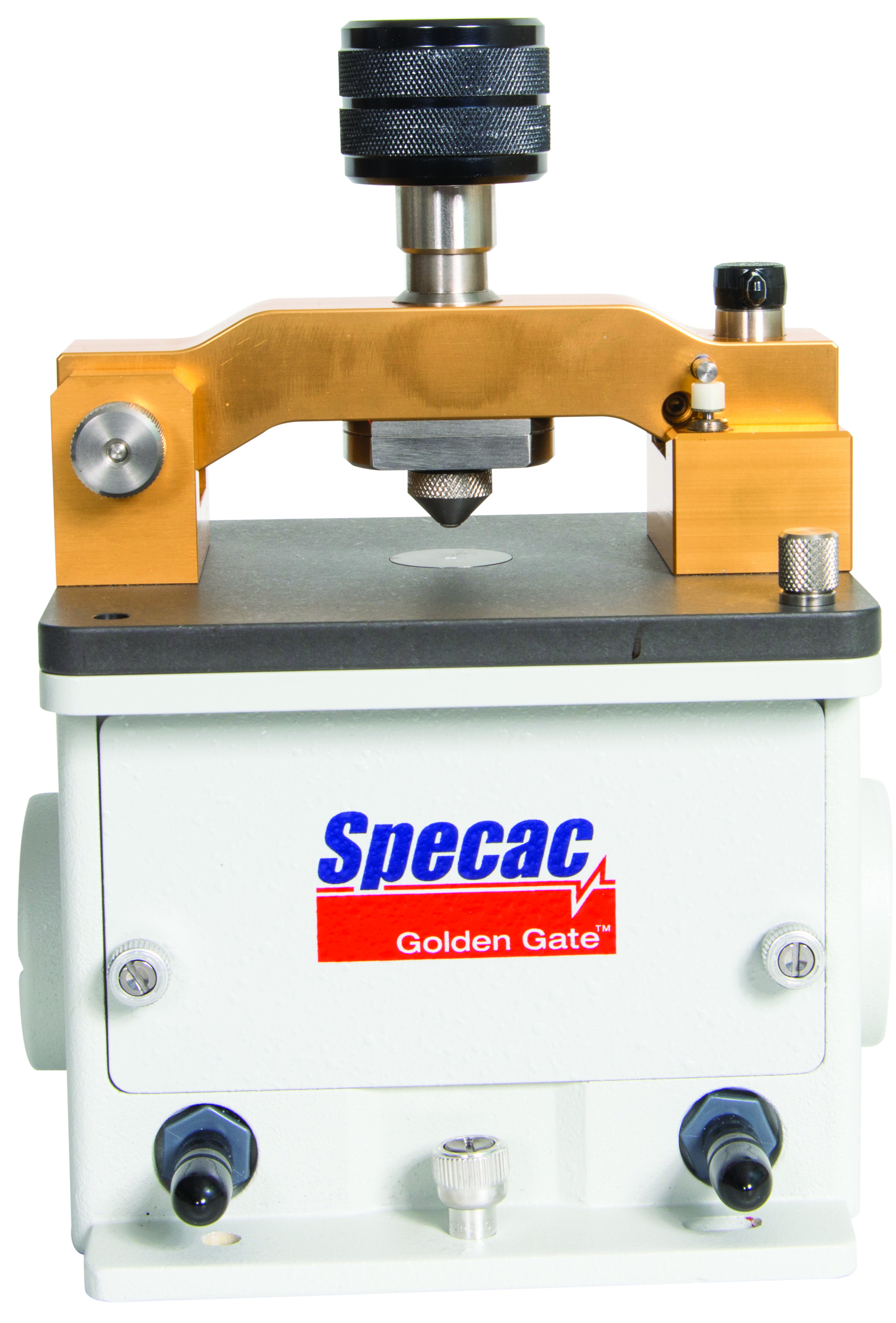
Un equipo de ATR para espectroscopía infrarroja.

La técnica de ATR aprovecha una propiedad de la reflexión total interna llamada onda evanescente, en la que un haz de luz infrarroja incide sobre un cristal de ATR de forma que se refleje, por lo menos una vez, sobre la superficie que se encuentra en contacto con la muestra. La reflexión forma la onda evanescente que se extiende en la muestra. La profundidad de la penetración en la muestra usualmente se halla entre los 0.5 y los 2 micrómetros, con el valor exacto determinado por la longitud de onda de la luz, el ángulo de incidencia y los índices de refracción del cristal de ATR y el medio que se está analizando. El número de reflexiones puede variar dependiendo del ángulo de incidencia. El haz de luz es posteriormente recolectado por el detector en el momento en el que abandona el cristal. La mayoría de los espectrómetros modernos pueden acoplarse a un equipo de ATR al montar dicho equipo en el compartimiento de muestras del espectrómetro. 
El efecto evanescente únicamente funciona si el cristal está hecho de un material óptico con un índice de refracción mayor que el de la muestra a analizar. De otra manera, la luz se pierde en la muestra.  En el caso de las muestras líquidas, colocar una pequeña cantidad sobre la superficie del cristal es suficiente. En el caso de muestras sólidas, las muestras se deben comprimir bien para asegurar un contacto efectivo y para remover el aire atrapado que pudiera reducir la intensidad de la señal. La relación señal-ruido obtenida depende del número de reflexiones como de la longitud total del paso óptico, que amortigua la intensidad. Por lo que no se puede generalizar que un mayor número de reflexiones proporciona una mejor sensibilidad.
Los materiales más comunes de los que están hechos los cristales de ATR son el germanio, el selenuro de zinc, los haluros de talio (I) o el diamante. El silicio es ideal para su uso en la región lejana del infrarrojo. El diamante posee un fonón de entre 2600 y 1900 cm-1 que significativamente disminuye la relación señal-ruido en esta región, volviéndolo útil particularmente en el estudio de sólidos duros. La forma del cristal depende del tipo de espectrómetro y la naturaleza de la muestra.

## Aplicaciones
La espectroscopía infrarroja acoplada a ATR es aplicable en los mismos sistemas químicos y biológicos que la espectroscopía de transmitancia. Una ventaja del ATR-FTIR sobre la espectroscopía de transmitancia es la longitud del paso en la muestra. Esto permite evitar el problema de la atenuación de la señal en medios altamente absorbentes como las soluciones acuosas. Para la luz UV-Visible, el paso de luz evanescente es lo suficientemente corto para que la interacción con la muestra decaiga con la longitud de onda. 
La técnica ha sido utilizada exitosamente en el estudio conformacional de proteínas así como en el análisis diagenético de huesos en diversos sitios arqueológicos.
Recientemente, el ATR-FTIR ha sido aplicado a flujos microfluídicos de soluciones acuosas para la creación de microrreactores con aperturas incorporadas para el cristal de ATR, permitiendo la caracterización con el flujo en microcanales que pasan a través de la superficie del cristal o a través de celdas de flujo. La habilidad para caracterizar muestras sin necesidad de prepararlas ha llevado al uso de la técnica en el estudio de evidencias traza en ciencias forenses.
La técnica de ATR-FTIR también es utilizada en la investigación farmacológica para estudiar interacciones proteína-fármaco en detalle. Las proteínas hidrosolubles requieren tags de polihistidina, permitiendo que la macromolécula se ancle a una bicapa lipídica, anclada a su vez a cristales de Germanio y otros medios ópticos adecuados. La reflexión interna con y sin el ligante farmacéutico produce diferentes espectros, permitiendo estudiar los cambios conformacionales de la proteína en el momento de la unión.